# Michael Woodruff
Sir Michael Woodruff (Mill Hill, 3 aprile 1911 – Edimburgo, 10 marzo 2001) è stato un chirurgo inglese principalmente ricordato per le sue ricerche sui trapianti di organi.
Anche se nato a Londra, Woodruff, trascorse la sua gioventù in Australia, dove conseguì una laurea in ingegneria elettrica e in medicina. Dopo aver completato gli studi, poco dopo lo scoppio della seconda guerra mondiale, si unì al Royal Australian Army Medical Corps, ma fu presto catturato dalle forze giapponesi e imprigionato nel campo di prigionia di Changi. Mentre si trovava imprigionato, escogità un ingegnoso metodo per l'estrazione di sostanze nutritive da scarti agricoli per prevenire la malnutrizione tra i suoi compagni prigionieri.
Alla conclusione della guerra, Woodruff, fece ritorno in Inghilterra e iniziò una lunga carriera come chirurgo, mescolando il lavoro clinico e la ricerca. Woodruff si dedicò principalmente allo studio del rigetto nei trapianti d'organo e nell'immunosoppressione. Il suo lavoro lo portò a realizzare il primo trapianto di rene nel Regno Unito, il 30 ottobre 1960. Anche se andò in pensione nel 1976, rimase una figura attiva nella comunità scientifica dedicandosi alla ricerca del cancro.

## Pubblicazioni
- Deficiency Diseases in Japanese Prison Camps. M.R.C Special Report No. 274. H.M. Stationary Office, London 1951.
- Surgery for Dental Students. Blackwell, Oxford. (Fourth Ed., 1984 with H.E. Berry) 1954.
- The Transplantation of Tissues and Organs. Charles C. Thomas. Springfield, Illinois 1960.
- The One and the Many: Edwin Stevens Lectures for the Laity. Royal Society of Medicine, London 1970.
- On Science and Surgery. Edinburgh University Press, Edinburgh 1976.
- The Interaction of Cancer and Host: Its Therapeutic Significance. Grune Stratton, New York 1980.
- Cellular Variation and Adaptation in Cancer: Biological Basis and Therapeutic Consequences. Oxford University Press 1990.